# Вайс, Акива Арье
Акива Арье Вайс (ивр. עקיבא אריה וַיְס‎;11 декабря 1868 — 23 мая 1947) — сионистский активист, архитектор и градостроитель, инициатор проекта создания первого еврейского города в Палестине, один из основателей Тель-Авива. Наиболее известен как строитель первого дома в Тель-Авиве. Он также был среди основателей алмазной и текстильной промышленности в Палестине.

## Биография
Вайс родился в еврейской семье в Гродно (в современной Беларуси) в 1868 году, но вырос в Лодзи, Польша. Здесь он получил профессию ювелира и часовщика. Вместе со своей женой и шестью детьми он иммигрировал в Палестину в 1906 году.
В качестве председателя недавно созданного жилищно-строительного кооператива «Ахузат Байит» Вайс написал проспект, в котором изложил свое видение нового еврейского города. В воспоминаниях Артура Руппина рассказывается, что Вайс стремился к созданию «еврейского городского центра в здоровой среде, спланированного в соответствии с правилами эстетики и современной гигиены». Вайс позже расскажет Руппину; «За пределами Яффо, по дороге в Петах-Тикву … мы намерены основать современный еврейский городской квартал. Мы уже имеем виды на определенный участок земли».
В настоящее время историки считают, что именно Вайс председательствовал в 1909 году на знаменитом розыгрыше участков для строительства домов города, который будет позже назван Тель-Авивом. В розыгрыше участвовали 66 еврейских семей, которые по очереди вынимали из шляпы ракушки с написанными на них номерами земельных участков.
Вайс был основателем текстильной промышленности в Подмандатной Палестине и построил самую первую текстильную фабрику, Дом Лодзиа.
Одним из предвидений Вайса, ставших реальностью, было создание еврейской алмазной промышленности в Палестине.

## Наследие
В 1956 году дети Вайса собрали посмертную коллекцию его работ, очерков и писем. Введение к этой книге написал Моше Шарет, второй премьер-министр Израиля.

## Жилой дом
Краеугольный камень дома Вайса в Тель-Авиве на улице Герцля № 2 был заложен в 1909 году. Первоначально дом был одноэтажным, в 1920-х годах был добавлен верхний этаж. Дом был восстановлен в период с 1996 по 2011 год.